# Antal Kocsis
Antal Kocsis   (Budapest, 17 de novembre de 1905 - Titusville, 25 d'octubre de 1994) va ser un boxejador hongarès que va competir durant les dècades de 1920 i 1930.
El 1928 va prendre part en els Jocs Olímpics d'Amsterdam, on guanyà la medalla d'or de la categoria del pes mosca, en guanyar la final contra Armand Apell.
Com a professional, entre 1930 i 1935, va disputar 40 combats, amb un balanç de 22 victòries, 13 derrotes i 5 combats nuls.